# Angelica polymorpha
Angelica polymorpha är en växtart i släktet kvannar (Angelica) och familjen flockblommiga växter. Den beskrevs av Carl Maximowicz 1873.
Arten är en perenn ört som förekommer i Kina, på Koreahalvön och i Japan.

## Bildgalleri

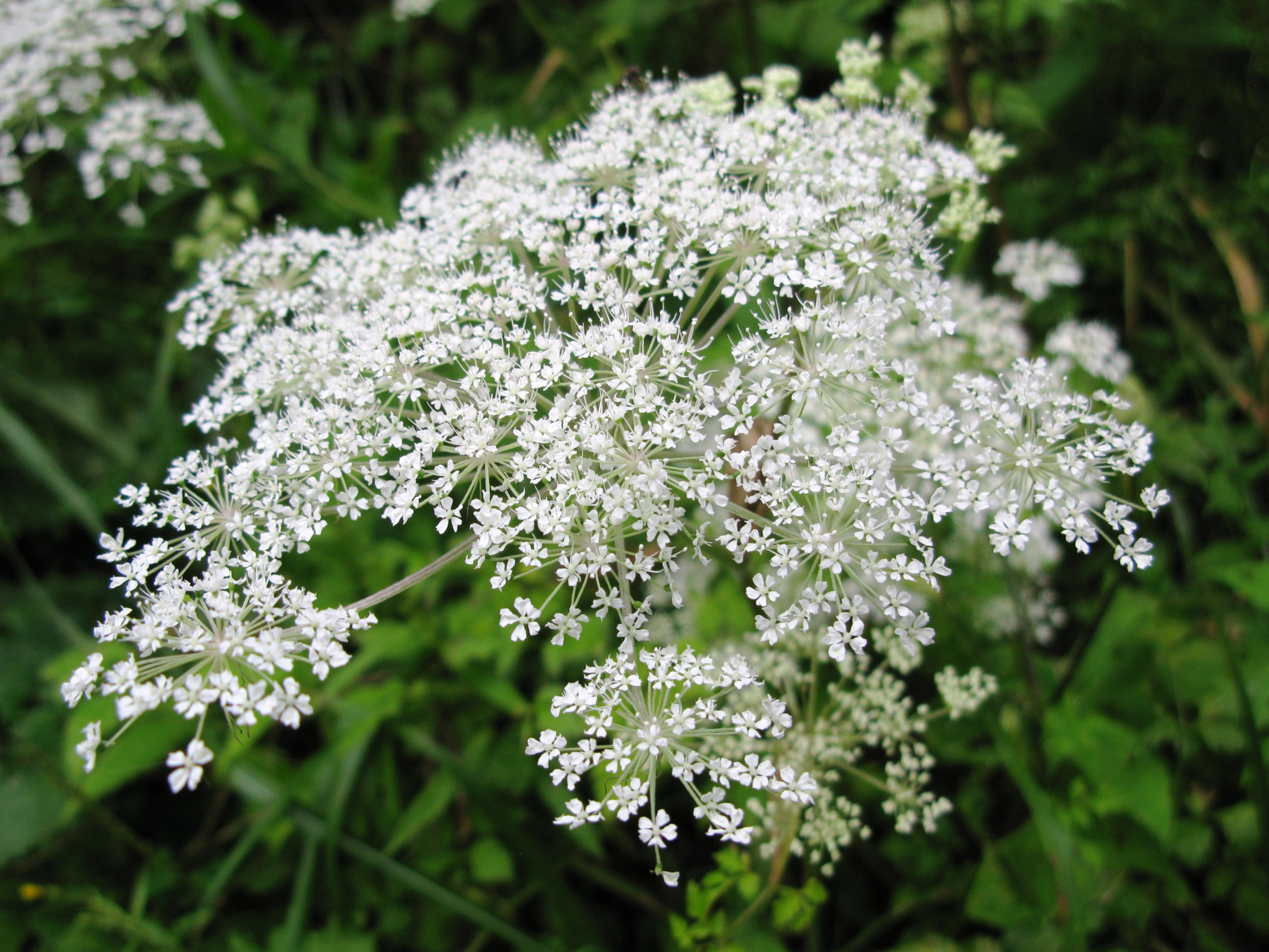
Blommor
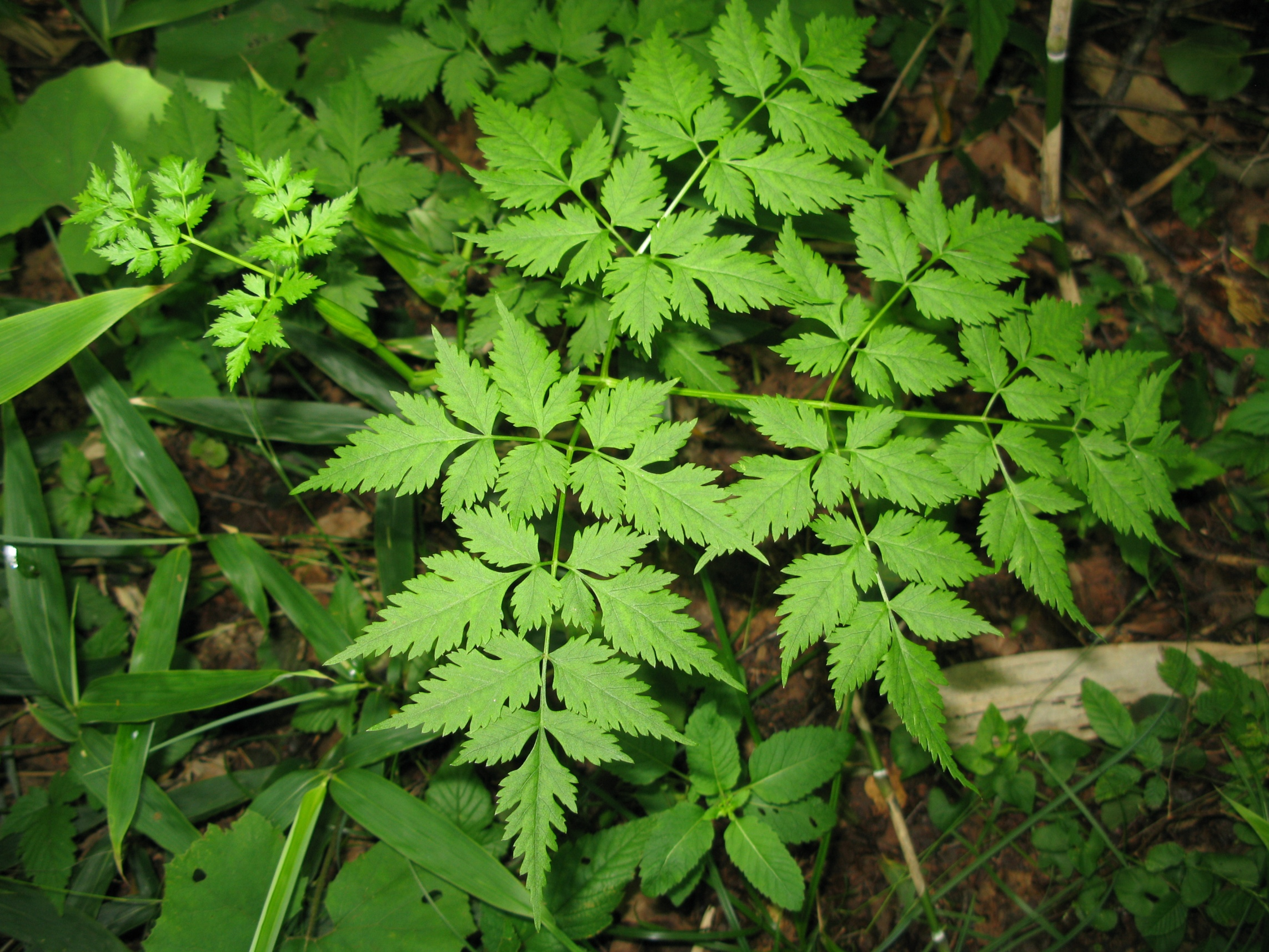
Bladverk